# Floristería

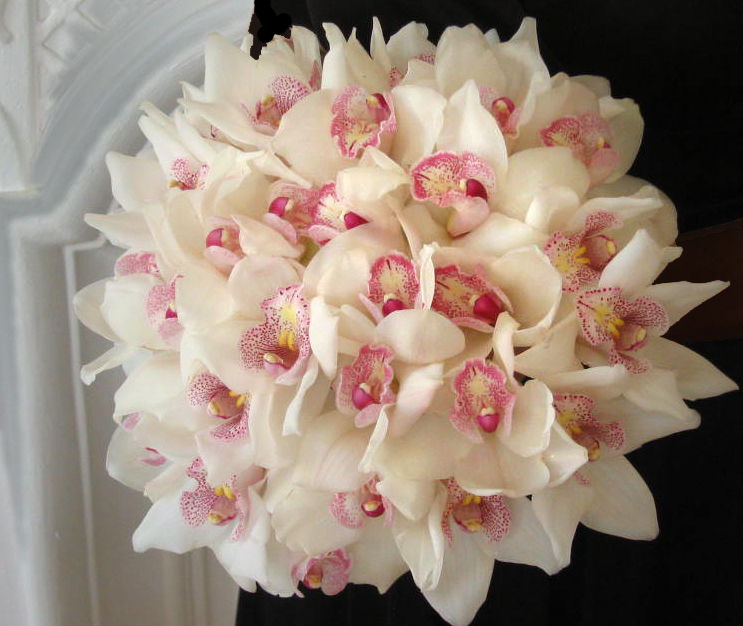
Un ramo de novia fabricado de forma artesanal tradicional, utilizando únicamente Cymbidiums.

Una floristería es un negocio especializado en la comercialización de flores preparadas y combinadas para diversos contextos públicos o privados y que pueden personalizarse.

## Historia
Las flores como elemento importante en contextos especiales o fechas señaladas se han utilizado desde la Prehistoria. Su uso para decorar lugares u honrar a los difuntos es una constante desde tiempos prehistóricos, como se ha podido demostrar en tumbas del periodo neandertal, en las que los restos fósiles estaban cubiertos de polen de flores, al parecer con un uso ritual.[cita requerida]
En la Antigua Grecia y el Imperio Romano se utilizaron las flores para el ornamento de eventos y en los velatorios. En la Edad Media se siguió con la costumbre y, a partir del siglo XVII, en Europa Occidental las damas se encargaban de decorar las residencias con flores que conseguían en su jardín o adquiriéndolas a cultivadores profesionales que las comercializaban, siendo Holanda uno de los primeros países que se especializaron en especies exóticas.
La profesionalización de estos establecimientos es reciente y el surgimiento del florista tal y como lo conocemos data del siglo XIX, coincidiendo con el proceso de urbanización de las sociedades desarrolladas. Hasta aquel momento, había vendedoras ambulantes en las que proveían las flores o fabricaban ramos ad hoc en fechas señaladas y, en el ámbito rural, las funerarias preparaban las coronas de flores para difuntos.
En los últimos años, la tendencia es la de integrar todos los servicios de venta de flores en un comercio polivalente que, en ocasiones, también se encarga del cultivo. Los talleres de flores combinan el cultivo de especies propias y la comercialización.

## Plantas
En las floristerías pueden elegirse todo tipo de plantas  para la decoración del hogar en función de las características del piso o casa, así como del exterior, si hay jardín o no y el clima, para asegurarse de que van a durar y que resistirán las heladas invernales.

## Flores
Existen más de 270 000 especies de flores  reconocidas, lo que permite innumerables combinaciones. La ventaja de las floristerías es que pueden ofrecer especies originarias de otras latitudes más cálidas o frías. El florista es el profesional que se dedica al cultivo y comercialización de flores.[cita requerida]

## Flores para eventos
Las flores como ornamento de eventos  se utilizan en celebraciones como bodas, comuniones, bautizos o fiestas de cumpleaños. Se utilizan centros de flores, arcos en bodas, banquetes y otros eventos. Para estas creaciones, se cuenta con el concurso de un diseñador floral.[cita requerida]

## Ramos de flores
El ramo de flores  es un componente esencial en las bodas y su elección influye en la estética de la ceremonia. Las floristerías están especializadas en construir distintos ramos e integran las funciones del florista y del diseñador floral.[cita requerida]

## Envío de flores
Es posible hacer un pedido para un ramo de flores o corona y enviarlo en menos de 24 horas al lugar de destino, gracias a la existencia de floristerías en línea .[cita requerida]